# Max mon amour
Max mon amour (Max mon amour, Max My Love, jap. マックス、モン・アムール) ist eine französisch-amerikanisch-japanische Koproduktion des japanischen Regisseurs Nagisa Ōshima aus dem Jahr 1986.

## Handlung
Margaret, die Frau von Peter Jones, eines Angestellten an der britischen Botschaft in Paris, fühlt sich einsam. Peter kommt der Verdacht, dass ihn seine Frau betrügt, und lässt sie von einem Detektiv überwachen. Dieser stellt fest, dass Margaret eine weitere Wohnung angemietet hat. Peter überrascht seine Frau in der Wohnung, in der er sie mit einem Liebhaber vermutet. Dabei stellt sich heraus, dass es sich bei diesem um einen Schimpansen namens Max handelt.
Peter schlägt vor, die zusätzliche Wohnung aufzugeben und den Affen in die Familienwohnung aufzunehmen, was Margaret nach einiger Überlegung annimmt. Die Familie versucht nun, sich mit dem Affen zu arrangieren. Margaret erklärt Peter, er könne, falls er eifersüchtig sei, den Affen töten; er würde ja nicht wegen Mordes belangt. Das Kindermädchen bekommt einen Hautausschlag, den sie auf eine allergische Reaktion auf Affenhaare zurückführt, wobei sich später herausstellt, dass der Ausschlag stattdessen aufgrund der Gereiztheit Peters entstanden ist. Als Margarets Mutter stürzt und Margaret sie im Krankenhaus besucht, sind Peter und sein Sohn das erste Mal allein mit Max. Er verweigert aufgrund des Fehlens Margarets die Nahrungsaufnahme, sodass sie sich entschließen, ebenfalls ins Krankenhaus zu fahren. Max blüht beim Anblick Margarets wieder auf. Bei einem Ausflug ins Grüne entwischt der Affe, findet aber, als die Familie die Suche bereits aufgegeben hat, doch noch den Weg zurück und springt auf deren Autodach, auf dem er in Paris umjubelt empfangen wird.

## Kritiken
Das Lexikon des internationalen Films bemerkte: „Eine Art Dreiecksgeschichte mit grotesken Zügen, mit der Nagisa Oshima die Fabel vom Untier und der Schönen als Gesellschaftssatire variiert; thematisch ein durchaus interessanter Film über die Liebe, die zur "Affenliebe" verkommt, formal aber nicht mehr als eine biedere Salonkomödie.“